# Thoracostoma ancorarium
Thoracostoma ancorarium is een rondwormensoort uit de familie van de Leptosomatidae. De wetenschappelijke naam van de soort is voor het eerst geldig gepubliceerd in 1975 door Vitiello.